# RM Chivenor
RM Chivenor (engelska: Royal Marines Base Chivenor) är en flygplats i Storbritannien.   Den ligger i grevskapet Devon och riksdelen England, i den södra delen av landet, 280 km väster om huvudstaden London. Chivenor ligger 8 meter över havet.
Terrängen runt Chivenor är huvudsakligen platt, men åt nordost är den kuperad. Havet är nära Chivenor västerut. Runt Chivenor är det ganska tätbefolkat, med 80 invånare per kvadratkilometer. Närmaste större samhälle är Barnstaple, 6,5 km öster om Chivenor. Trakten runt Chivenor består i huvudsak av gräsmarker.